# Wellington; or, The Mission of Napoleon, an Epic Poem

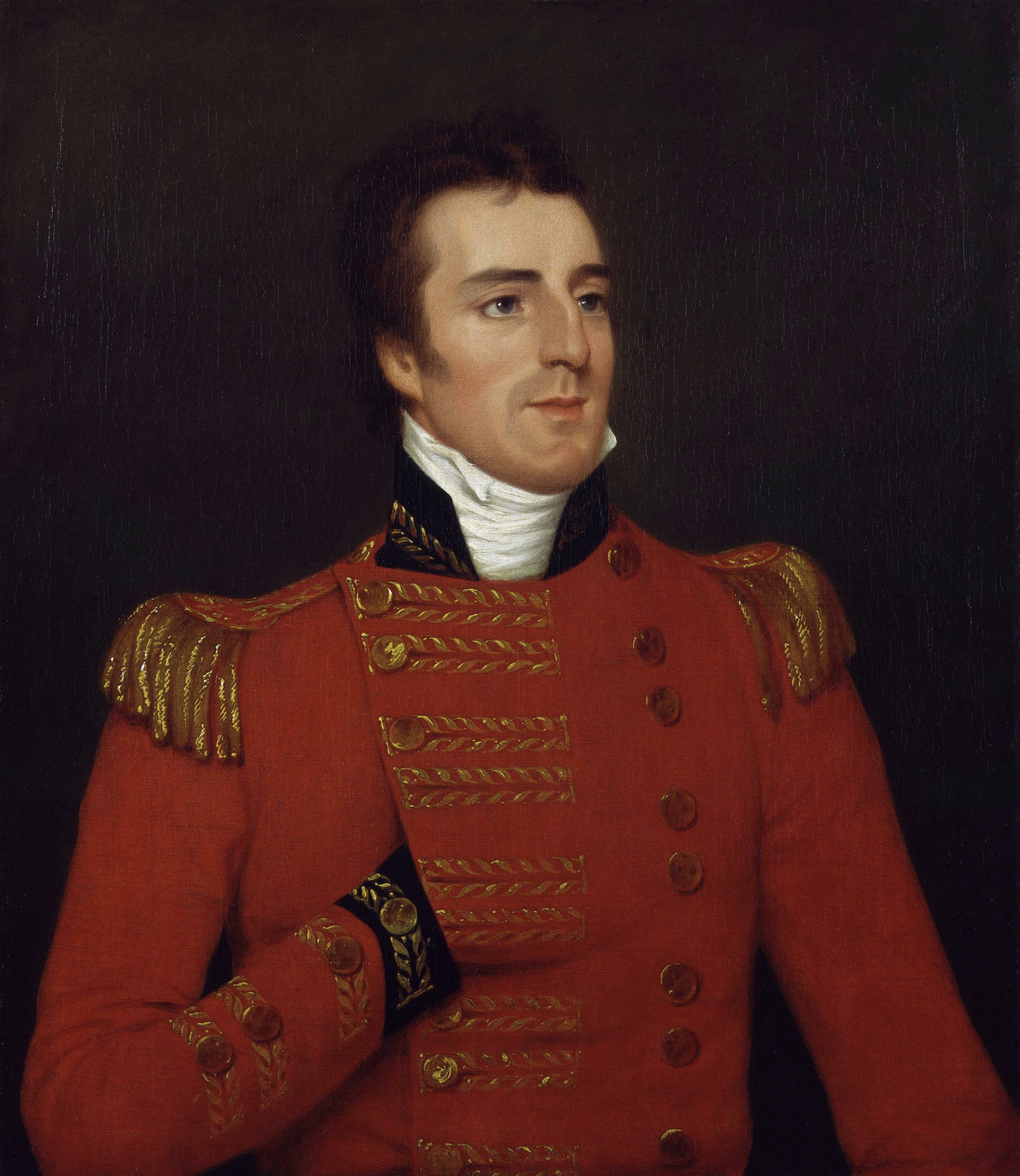
Arthur Wellesley, książę Wellington, bohater narodowy Wielkiej Brytanii

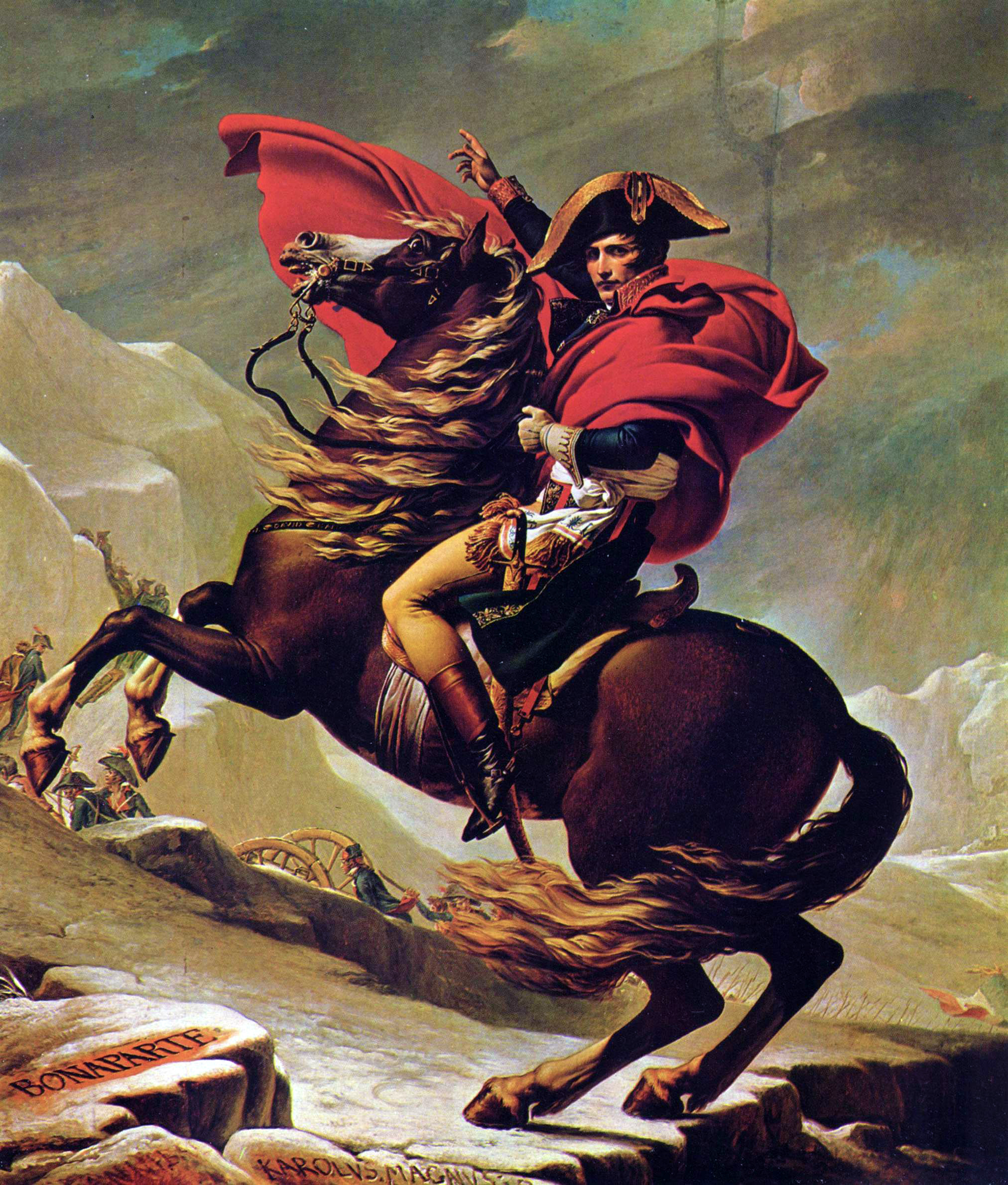
Jacques-Louis David, Napoleon przekracza Alpy. W 1815 roku bitwa pod Waterloo ostatecznie położyła kres zwycięstwom Napoleona

Wellington; or, The Mission of Napoleon, an Epic Poem – utwór poetycki Francisa Higginsona, ogłoszony drukiem w Londynie w 1852 nakładem oficyny Piper, Brothers & Co. 
Na stronie tytułowej poematu widnieje informacja w dwunastu księgach. W rzeczywistości ukazała się tylko część pierwsza zamierzonego dzieła, obejmująca cztery księgi. Utwór został napisany wierszem białym, czyli nierymowanym pentametrem jambicznym (blank verse), powszechnie stosowanym w angielskiej epice od czasu, gdy John Milton wykorzystał go w eposie Raj utracony. Epos Higginsoma pozostaje zresztą pod przemożnym wpływem Miltona. Nie dorównuje mu jednak wartością poetycką i rangą w ramach literatury brytyjskiej. Utwór zalicza się do grupy dzieł literackich poświęconych księciu Wellingtonowi, pogromcy Napoleona Bonapartego w Bitwie pod Waterloo w 1815 i późniejszemu premierowi. Utwór rozpoczyna się apostrofą do Boga, jako źródła natchnienia.

Primeval Spring of every thought sublime,
Eternal Fountain  of eternal truth
Being immaculate - inscrutable -
Unmingled Mercy - and essential Good!

Utwór jest opatrzony rozbudowaną dedykacją: To the British, French, and American Nations; Russia, Austria, Prussia, Germany, Holland, Italian states, Belgium, Spain, and Portugal This Record, of the infatuation, sufferings, glories, adversities, thriumphs, disasters, and achievments of their sires, as a memento of the past, and a warning for the future is inscribed by the author.